# Fiebre de amor (musique de film)
Albums de Luis Miguel
Palabra de honor
(1984) Soy Como Quiero Ser
(1987)
Singles
Fiebre de amor (français : Fièvre d'amour) est un album de la bande originale du film mexicain du même titre. Il est sorti en 1985 sur le label EMI Capitol. Il est principalement interprété par Luis Miguel avec quelques interventions de Lucerito, sa petite amie au cinéma. La bande sonore a également été enregistrée en italien.

## Histoire
Le film est sorti dans les salles en novembre 1985 et avec lui la bande originale du film du même nom a été lancée ; Fiebre de amor est sorti dans toute l'Amérique Latine, sous le label EMI Capitol, notamment au Chili, qui a eu sa 1re édition en cassette la même année, une autre édition qu'il faut mentionner est celle d'Argentine qui a été illustrée avec quelques images du film et il est aussi sortie en Europe étant la 1re bande son mexicaine sortie dans des pays comme l'Italie où Luis Miguel était déjà connu, même si la film a été doublé en italien pour le plaisir des fans du soleil.
Luis Rey était chargé de composer les chansons Siempre Te Seguiré et Todo el Amor del Mundo, qui étaient au goût de Lucero, elle les a donc interprétées dans plusieurs de ses concerts. Le film Fiebre de amor a été l'un des grand succès de l'année 1985 au Mexique, tout comme sa bande originale, dix chansons, qui est restée en tête des ventes de disques dans le pays pendant plusieurs semaines.
Comme Fiebre de amor était un film entièrement musical, un concert en plein air a été organisé au Centre des congrès, ce qui allait permettre de remplir deux objectifs. Pour que Luis Miguel chante à ses fans, qui attendaient le film, et aussi qu'il soit filmé, afin que beaucoup de ses scènes puissent être utilisées pour le film.
Le disque de la bande originale du film s'est vendu à plus de 1 500 000 exemplaires.

## Liste des pistes
Adapté de Discogs.
| Fiebre De Amor | Fiebre De Amor                                 | Fiebre De Amor    | Fiebre De Amor | Fiebre De Amor | Fiebre De Amor | Fiebre De Amor | Fiebre De Amor | Fiebre De Amor | Fiebre De Amor |
| No             | Titre                                          | Auteur            | Durée          |                |                |                |                |                |                |
| -------------- | ---------------------------------------------- | ----------------- | -------------- | -------------- | -------------- | -------------- | -------------- | -------------- | -------------- |
| 1.             | « Fiebre de amor »                             | Luis Rey          | 3:37           |                |                |                |                |                |                |
| 2.             | « Acapulco amor »                              | Luis Rey          | 3:44           |                |                |                |                |                |                |
| 3.             | « Sin ti, por ti »                             | Honorio Herrero   | 3:42           |                |                |                |                |                |                |
| 4.             | « Todo el amor del mundo » (Duo avec Lucerito) | Luis Rey          | 2:35           |                |                |                |                |                |                |
| 5.             | « Este amor »                                  | Luis Rey          | 3:12           |                |                |                |                |                |                |
| 6.             | « Los muchachos de hoy » (version italienne)   | Minellono/Cutugno | 3:34           |                |                |                |                |                |                |
| 7.             | « Fiebre de amor » (Instrumental)              | Luis Rey          | 5:08           |                |                |                |                |                |                |
| 8.             | « Siempre me quedo, siempre me voy »           | Luis Rey          | 4:15           |                |                |                |                |                |                |
| 9.             | « Sueños »                                     | Luis Rey          | 3:10           |                |                |                |                |                |                |
| 10.            | « Siempre te seguiré » (par Lucerito seule)    | Luis Rey          | 3:12           |                |                |                |                |                |                |
| 11.            | « Los muchachos de ho »                        | Minellono/Cutugno | 3:42           |                |                |                |                |                |                |
| 39:51          |                                                |                   |                |                |                |                |                |                |                |